# Disiarczyn potasu
Disiarczyn potasu (pirosiarczyn potasu; E224), K2S2O5 – nieorganiczny związek chemiczny z grupy disiarczynów, sól niewystępującego w stanie wolnym kwasu disiarkawego (pirosiarkawego) i potasu.

## Właściwości
Występuje w postaci białych kryształów lub krystalicznego proszku o zapachu dwutlenku siarki. Reaguje z kwasami z uwolnieniem tego tlenku:
K2S2O5 + 2HCl → 2KCl + 2SO2 + H2O
Na powietrzu utlenia się do siarczanu potasu, zwłaszcza w obecności wilgoci. Może zapalić się w trakcie zbyt gwałtownego rozdrabniania. Dobrze rozpuszcza się w wodzie, w etanolu jest natomiast nierozpuszczalny.
Disiarczyn potasu dostępny komercyjnie zawiera zazwyczaj około 5% zanieczyszczeń.

## Otrzymywanie
Disiarczyn potasu można otrzymać ogrzewając wodorosiarczyn potasu:
2KHSO3 → K2S2O5 + H2O
lub przez dodawanie do wodnego roztworu siarczynu potasu dwutlenku siarki:
K2SO3 + SO2 → K2S2O5

## Zastosowanie
Stosowany jest jako konserwant w piwowarstwie, winiarstwie i przemyśle owocowo-warzywnym. Znajduje zastosowanie również przy bieleniu słomy, w kąpielach fotograficznych i w farbiarstwie.